# Melville Macnaghten
Leslie Melville Macnaghten  (né le 16 juin 1853, à Woodford, Londres – mort 12 mai 1921), est le chef du département d'enquêtes criminelles de Scotland Yard en 1890. 
Il est l'un des inspecteurs enquêtant sur Jack l'Éventreur après la fin des meurtres.

## Biographie
Melville Macnaghten est le plus jeune des fils d'Elliot Macnaghten, dernier responsable de la Compagnie britannique des Indes orientales. En 1888, alors exploitant d'une plantation de thé à Calcutta, il se voit offrir l'occasion de travailler pour le prestigieux Scotland Yard par le biais de son ami James Monro, directeur du Criminal Investigation Department (CID). Mais une fois arrivé à Londres, le Haut-commissaire Sir Charles Warren refuse son intégration sous prétexte qu'il n'a pas les qualifications requises.
Charles Warren démissionne après le meurtre de Mary Jane Kelly par Jack l'Éventreur, et James Monro prend sa place comme Haut-commissaire, ce qui lui permet de placer son ami Macnaghten. Ce dernier devient Assistant chief constable en 1889 puis chef du Département des enquêtes criminelles par la suite.
En 1907, pour services rendus à la Couronne britannique, il est nommé chevalier, puis Compagnon de l'Ordre du Bain en 1912. Il est décoré de la King's Police Medal (en) en 1913.
Melville Macnaghten est marié à Dora Emily Sanderson. Le couple a quatre enfants. Il meurt le 12 mai 1921 at Queen Anne's Mansions, Westminster. 

## Jack l'Éventreur

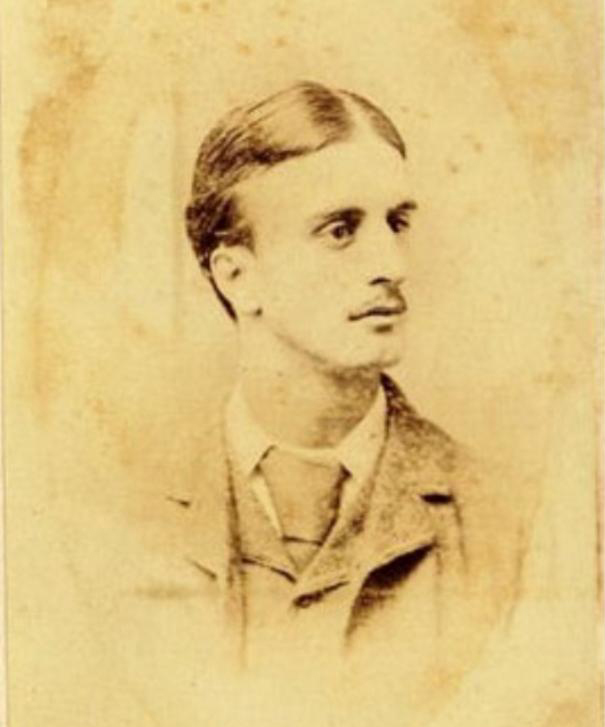
Montague John Druitt, principal suspect de Melville Macnaghten.

Melville Macnaghten est l'un des premiers à recouper toutes les informations sur l'affaire Jack l'Éventreur après que les meurtres eurent officiellement cessé. Son rapport explique que le tueur aurait « perdu l’esprit » et se serait suicidé, ou, sous la pression de sa famille, aurait été enfermé dans un asile. « C'était un maniaque, bien sûr, mais pas l'homme que le monde soupçonnait généralement », déclare Macnaghten en 1913. « Il s'est suicidé six mois avant mon arrivée au département, et c'est le seul grand regret de ma carrière (…). Son identité et les circonstances de son suicide me sont venues par la suite. Comme la publicité ne servait à rien, j'ai détruit avant de quitter Scotland Yard tous les morceaux de papier qui portaient sur l'affaire. Personne d'autre ne saura jamais qui était le criminel — ni les raisons pour lesquelles je n'ai rien dit. »
Macnaghten aurait principalement suspecté Montague Druitt, dont le corps a été repêché dans la Tamise bien après le dernier meurtre. Macnaghten, le qualifiant de « docteur », lui donne 41 ans, alors que Druitt, par ailleurs avocat, est âgé de 31 ans à sa mort. Trois indices vont à l'encontre de cette hypothèse : (1) le lendemain du premier meurtre, Druitt joue au cricket dans le Dorset, (2) la plupart des experts pensent que le tueur demeure dans Whitechapel et (3) l'avocat réside de l'autre côté de la Tamise, à Blackheath. L'inspecteur Frederick Abberline n'était pas d'accord avec Macnaghten sur la culpabilité de Druitt.